# Первокурсник года по версии USBWA
Первокурсник года по версии USBWA (англ. The USBWA National Freshman of the Year) — это ежегодная баскетбольная награда, которая вручается лучшим первокурсникам в студенческом баскетболе среди мужчин и женщин. Была учреждена Ассоциацией баскетбольных журналистов Соединённых Штатов Америки (USBWA) и впервые вручена Крису Джексону из университета штата Луизиана в сезоне 1988/89 годов. Через десять лет премия стала вручаться и женщинам, а первой её обладательницей стала Линда Фрёлих из университета Невады в Лас-Вегасе в сезоне 1998/99 годов.
26 июля 2010 года мужская версия этой награды была переименована в Приз имени Уэймена Тисдейла (англ. Wayman Tisdale Award) в честь Уэймена Тисдейла, скоропостижно скончавшегося 15 мая 2009 года от остеосаркомы в возрасте 44 лет. В 1983 году, будучи первокурсником, Тисдейл включался в первую всеамериканскую сборную NCAA (вторую сборную по версии USBWA).
В 2005 году обладателями приза стали две баскетболистки: Таша Хамфри из университета Джорджии и Кэндис Уиггинс из Стэнфордского университета. Три игрока, и все мужчины, Кевин Дюрант, Энтони Дэвис и Зайон Уильямсон, становились лауреатами этого трофея и в том же году выигрывали награду лучшему игроку года. Чаще других победителями в данной номинации становились баскетболисты университета Дьюка (4 раза), университета Северной Каролины в Чапел-Хилл и университета штата Луизиана (по 2 раза), а также баскетболистки университета Коннектикута, университета Нотр-Дам, университета Дьюка и Бэйлорского университета (по 2 раза). Действующими обладателями этого приза являются Зайон Уильямсон из университета Дьюка и Райн Ховард из университета Кентукки.

## Легенда
| † | Сообладатели награды |
| * | В том же сезоне получил награду лучшему игроку года: Приз имени Джеймса Нейсмита, Приз имени Джона Вудена или Приз имени Оскара Робертсона (Приз имени Маргарет Уэйд для женщин) |

## Победители
| Сезон   | Игрок                   | Университет             | Позиция                                 | Прим.                   |
| ------- | ----------------------- | ----------------------- | --------------------------------------- | ----------------------- |
| 1988-89 | Крис Джексон[a]         | Луизиана Стэйт          | Разыгрывающий защитник                  | [ 4 ]                   |
| 1989-90 | Кенни Андерсон          | Джорджия Тек            | Разыгрывающий защитник                  | [ 5 ]                   |
| 1990-91 | Родни Роджерс           | Уэйк-Форест             | Форвард                                 | [ 6 ]                   |
| 1991-92 | Крис Уэббер             | Мичиган                 | Центровой                               | [ 7 ]                   |
| 1992-93 | Джейсон Кидд            | Калифорния              | Разыгрывающий защитник                  | [ 8 ]                   |
| 1993-94 | Джо Смит                | Мэриленд                | Тяжёлый форвард / Центровой             | [ 9 ]                   |
| 1994-97 | Награда не вручалась[b] | Награда не вручалась[b] | Награда не вручалась[b]                 | Награда не вручалась[b] |
| 1997-98 | Ларри Хьюз              | Сент-Луис               | Атакующий защитник                      | [ 10 ]                  |
| 1998–99 | Квентин Ричардсон       | Де Поль                 | Лёгкий форвард / Атакующий защитник     | [ 11 ]                  |
| 1999-00 | Джейсон Гарднер         | Аризона                 | Разыгрывающий защитник                  | [ 12 ]                  |
| 2000-01 | Эдди Гриффин            | Сетон Холл              | Центровой                               | [ 13 ]                  |
| 2001-02 | Ти Джей Форд            | Техас                   | Разыгрывающий защитник                  | [ 14 ]                  |
| 2002-03 | Кармело Энтони          | Сиракьюс                | Лёгкий форвард                          | [ 15 ]                  |
| 2003-04 | Луол Денг               | Дьюк                    | Лёгкий форвард                          | [ 16 ]                  |
| 2004-05 | Марвин Уильямс          | Северная Каролина       | Тяжёлый форвард                         | [ 17 ]                  |
| 2005-06 | Тайлер Хэнсбро          | Северная Каролина       | Тяжёлый форвард                         | [ 18 ]                  |
| 2006-07 | Кевин Дюрант*           | Техас                   | Атакующий защитник / Лёгкий форвард     | [ 19 ]                  |
| 2007-08 | Майкл Бизли             | Канзас Стэйт            | Тяжёлый форвард                         | [ 20 ]                  |
| 2008-09 | Тайрик Эванс            | Мемфис                  | Лёгкий форвард / Разыгрывающий защитник | [ 21 ]                  |
| 2009-10 | Джон Уолл               | Кентукки                | Разыгрывающий защитник                  | [ 22 ]                  |
| 2010-11 | Джаред Саллинджер       | Огайо Стэйт             | Тяжёлый форвард                         | [ 23 ]                  |
| 2011-12 | Энтони Дэвис*           | Кентукки                | Центровой                               | [ 24 ]                  |
| 2012-13 | Маркус Смарт            | Оклахома Стэйт          | Разыгрывающий защитник                  | [ 25 ]                  |
| 2013-14 | Джабари Паркер          | Дьюк                    | Лёгкий форвард                          | [ 26 ]                  |
| 2014-15 | Джалил Окафор           | Дьюк                    | Центровой                               | [ 27 ]                  |
| 2015-16 | Бен Симмонс             | Луизиана Стэйт          | Тяжёлый форвард                         | [ 28 ]                  |
| 2016-17 | Лонзо Болл              | УКЛА                    | Разыгрывающий защитник                  | [ 29 ]                  |
| 2017-18 | Трей Янг                | Оклахома                | Разыгрывающий защитник                  | [ 30 ]                  |
| 2018-19 | Зайон Уильямсон*        | Дьюк                    | Лёгкий форвард / Тяжёлый форвард        | [ 31 ]                  |

| Сезон    | Игрок            | Университет       | Позиция                     | Прим.  |
| -------- | ---------------- | ----------------- | --------------------------- | ------ |
| 1998-99  | Линда Фрёлих     | УНЛВ              | Тяжёлый форвард / Центровая | [ 2 ]  |
| 1999-00  | Латойя Томас     | Миссисипи Стэйт   | Лёгкий форвард              | [ 2 ]  |
| 2000-01  | Алана Бирд       | Дьюк              | Защитник / Форвард          | [ 32 ] |
| 2001-02  | Жаклин Баттист   | Нотр-Дам          | Тяжёлый форвард             | [ 33 ] |
| 2002-03  | Сеймон Огастус   | Луизиана Стэйт    | Атакующий защитник          | [ 34 ] |
| 2003-04  | Тиффани Джексон  | Техас             | Форвард                     | [ 35 ] |
| 2004-05† | Таша Хамфри      | Джорджия          | Центровая                   | [ 36 ] |
| 2004-05† | Кэндис Уиггинс   | Стэнфорд          | Атакующий защитник          | [ 36 ] |
| 2005-06  | Кортни Пэрис     | Оклахома          | Центровая                   | [ 37 ] |
| 2006-07  | Тина Чарльз      | Коннектикут       | Центровая                   | [ 38 ] |
| 2007-08  | Майя Мур         | Коннектикут       | Лёгкий форвард              | [ 39 ] |
| 2008-09  | Шекинна Стриклен | Теннесси          | Лёгкий форвард / Защитник   | [ 40 ] |
| 2009-10  | Бриттни Грайнер  | Бэйлор            | Центровая                   | [ 41 ] |
| 2010-11  | Одисси Симс      | Бэйлор            | Защитник                    | [ 42 ] |
| 2011-12  | Элизабет Уильямс | Дьюк              | Центровая                   | [ 43 ] |
| 2012-13  | Джуэлл Лойд      | Нотр-Дам          | Защитник                    | [ 44 ] |
| 2013-14  | Даймонд Дешилдс  | Северная Каролина | Защитник                    | [ 45 ] |
| 2014-15  | Келси Митчелл    | Огайо Стэйт       | Защитник                    | [ 46 ] |
| 2015-16  | Кристин Анигве   | Калифорния        | Центровая                   | [ 47 ] |
| 2016-17  | Сабрина Ионеску  | Орегон            | Защитник                    | [ 48 ] |
| 2017-18  | Кеннеди Картер   | Техас A&M         | Защитник                    | [ 49 ] |
| 2018-19  | Райн Ховард      | Кентукки          | Защитник                    | [ 50 ] |

## Комментарии
- a  Официально сменил имя в июле 1993 года после принятия им в 1991 году ислама, урождённый Крис Уэйн Джексон. Его новое имя, Махмуд Абдул-Рауф, означает: «достойный похвалы, милосердный и добрый»[51].
- b  С 1995 по 1997 годы награда не присуждалась, хотя официальный сайт USBWA не объясняет, по какой причине[1].